# Discografia de Naldo Benny
A discografia de Naldo Benny, um cantor de música pop brasileiro, compreende em dois álbuns de estúdio, dois álbuns ao vivo, um extended play e dois DVDs. Em 2009 assinou contrato com a editora discográfica Deckdisc e começou a trabalhar em seu primeiro trabalho solo. Nesse mesmo ano lançou, pelo selo Deckdisc, seu primeiro álbum de estúdio, Na Veia, que contou com 12 composições de sua autoria sozinho e com parceiros, dentre as quais "Na Veia", "Como Mágica", com Lula, e "Seu Jorge", com Alexandre Pires. Em 2011 lançou o álbum ao vivo Na Veia Tour, gravado durante um show realizado no Citibank Hall no Rio de Janeiro, que contou com o repertório de antigos sucessos como "Chantilly", "Me Chama Que Eu Vou", "Meu Corpo Quer Você", e ainda com quatro inéditas "Eu venci", "Eu quero você", "Outra vez" e "Minha Cinderela". Nesse show recebeu como convidados os artistas Xande de Pilares, Preta Gil e Buchecha.
Em maio de 2013 lançou um disco de vinil, Benny Elétrico, contendo seus últimos singles em versões de estúdio e remixes.

## Álbuns

### Álbuns de estúdio
| Álbum   | Detalhes                                                                                  |
| ------- | ----------------------------------------------------------------------------------------- |
| Na Veia | - Lançamento: 1 de outubro de 2009 - FormatoS: CD, download digital - Gravadora: Deckdisc |
| #Sarniô | - Lançamento: 6 de novembro de 2015 - Formatos: CD, download digital - Gravadora: Radar   |

### Álbuns ao vivo
| Álbum                         | Detalhes                                                                                    | Vendas     |
| ----------------------------- | ------------------------------------------------------------------------------------------- | ---------- |
| Na Veia Tour                  | - Lançamento: 30 de outubro de 2011 - Formatos: CD, download digital - Gravadora: Deckdisc  | - : 25.000 |
| Multishow ao Vivo Naldo Benny | - Lançamento: 19 de novembro de 2013 - Formatos: CD, download digital - Gravadora: Deckdisc |            |
| Naldo Live in Rio             | - Lançamento: 30 de março de 2018 - Formatos: CD, download digital - Gravadora: Deckdisc    |            |

### Extended plays(EPs)
| Álbum    | Detalhes                                                                                        |
| -------- | ----------------------------------------------------------------------------------------------- |
| Verão    | - Lançamento: 15 de dezembro de 2014 - Formatos: EP, download digital - Gravadora: Independente |
| Conexões | - Lançamento: 29 de maio de 2017 - Formatos: CD, download digital - Gravadora: Universal        |

### Coletâneas
| Álbum          | Detalhes                                                                                 |
| -------------- | ---------------------------------------------------------------------------------------- |
| Benny Elétrico | - Lançamento: 10 de maio de 2013 - Formatos: CD, download digital - Gravadora: Deckdisc  |
| Fundamental    | - Lançamento: 21 de abril de 2015 - Formatos: CD, download digital - Gravadora: Deckdisc |

### Álbuns de vídeo
| Álbum                         | Detalhes                                                                                    | Vendas     | Certificações |
| ----------------------------- | ------------------------------------------------------------------------------------------- | ---------- | ------------- |
| Na Veia Tour                  | - Lançamento: 30 de outubro de 2011 - Formatos: CD, download digital - Gravadora: Deckdisc  | - : 25.000 | - PMB: Ouro   |
| Multishow ao Vivo Naldo Benny | - Lançamento: 19 de novembro de 2013 - Formatos: CD, download digital - Gravadora: Deckdisc |            |               |

## Singles

### Como artista principal
| "Na Veia"                                                                   | 2009 | —  | — | Na Veia                       |
| "Chantilly"                                                                 | 2010 | —  | 1 | Na Veia                       |
| "Meu Corpo Quer Você" (part. Preta Gil)                                     | 2011 | —  | — | Na Veia Tour                  |
| "Exagerado"                                                                 | 2012 | 46 | 3 | Na Veia Tour                  |
| "Amor de Chocolate"                                                         | 2012 | 3  | 1 | Na Veia Tour                  |
| "Se Joga" (part. Fat Joe)                                                   | 2013 | 4  | 1 | Multishow ao Vivo Naldo Benny |
| "Caipifruta"                                                                | 2013 | 13 | 1 | Multishow ao Vivo Naldo Benny |
| "Sol da Minha Vida" (part. Ivete Sangalo)                                   | 2013 | 22 | 3 | Multishow ao Vivo Naldo Benny |
| "Maluquinha" (part. Flo Rida)                                               | 2014 | 60 | 5 | Multishow ao Vivo Naldo Benny |
| "Faz Sentir" (part. K. Rose)                                                | 2014 | 97 | 5 | Verão                         |
| "Te Pego de Jeito"                                                          | 2015 | —  | — | Verão                         |
| "Meu Bem"                                                                   | 2015 | —  | 2 | #Sarniô                       |
| "Latinha"                                                                   | 2015 | —  | — | #Sarniô                       |
| "Me Beija"                                                                  | 2016 | —  | — | #Sarniô                       |
| "Embaçar o Vidro" (part. Simone & Simaria)                                  | 2017 | —  | — | Conexões                      |
| "Senta"                                                                     | 2018 | —  | — | Não adicionado à nenhum álbum |
| "Me Respeita"                                                               | 2018 | —  | — | Não adicionado à nenhum álbum |
| "Ela é Mec"                                                                 | 2018 | —  | — | Não adicionado à nenhum álbum |
| "Vai Lulu"                                                                  | 2019 | —  | — | Não adicionado à nenhum álbum |
| "Vem Cuidar de Mim"                                                         | 2019 | —  | — | Não adicionado à nenhum álbum |
| "Eu Só Preciso de Amor" (part. Pelé MilFlows)                               | 2019 | —  | — | Não adicionado à nenhum álbum |
| "Me Dá Prazer"                                                              | 2019 | —  | — | Não adicionado à nenhum álbum |
| "—" denota singles que não entraram nas paradas ou não foram lançados neste |      |    |   |                               |

### Como artista convidado
| "Quero Te Provar" (Dennis DJ part. Naldo Benny, MC Koringa e Mr. Catra)     | 2012 | 9 | É Festa!                      |
| "Quero Sua Vida em Mim" (Thalles Roberto part. Naldo Benny)                 | 2014 | — | ID3                           |
| "La Botella" (Remix) (Zion & Lennox part. Naldo Benny)                      | 2014 | — | Não adicionado à nenhum álbum |
| "Pa Que Me Invitan" (Remix) (Jencarlos Canela part. Naldo Benny)            | 2016 | — | Não adicionado à nenhum álbum |
| "—" denota singles que não entraram nas paradas ou não foram lançados neste |      |   |                               |

### Singlespromocionais
| Canção                             | Ano  | Álbum                         |
| ---------------------------------- | ---- | ----------------------------- |
| "Envenenada"                       | 2012 | Na Veia Tour                  |
| "Deixa Eu Te Pegar"                | 2013 | Benny Elétrico                |
| "Quer Mexer (Ela Quer Dançar)"     | 2013 | Não adicionado à nenhum álbum |
| "Minha Victória"                   | 2015 | Não adicionado à nenhum álbum |
| "Benny e Brown" (part. Mano Brown) | 2015 | #Sarniô                       |
| "Vem Novinha"                      | 2016 | Multishow ao Vivo Naldo Benny |
| "Tudo que Eu Quero"                | 2016 | #Sarniô                       |

## Outras aparições
| Título                            | Ano  | Outro(s) artista(s)              | Álbum                      |
| --------------------------------- | ---- | -------------------------------- | -------------------------- |
| "5 Minutos"                       | 2006 | —                                | Caribe Mix                 |
| "Só Nós Dois"                     | 2012 | Imaginasamba                     | 10 Anos: Ao Vivo           |
| "Deixa Rolar"                     | 2013 | Wanessa Camargo                  | DNA Tour                   |
| "Me Pega de Jeito"                | 2013 | Claudia Leitte e Wanessa Camargo | Axemusic - Ao Vivo         |
| "Tudo que Eu Quero"               | 2013 | Harmonia do Samba                | Harmonia do Samba: 20 Anos |
| "Tá Surdo? / Nosso Sonho"         | 2013 | Sapucapeta                       | Baile do Sapuca: Ao Vivo   |
| "Tudo que Eu Quero"               | 2015 | Grupo Disfarce                   | Samba D+                   |
| "Eu Quero É Tu / A Noite Inteira" | 2015 | Dennis DJ, MC Koringa e MC Jajá  | Baile do Dennis: Ao Vivo   |

## Videoclipes

### Como artista principal
| Título              | Ano  | Diretor                 |
| ------------------- | ---- | ----------------------- |
| "Na Veia"           | 2009 | Map Style               |
| "Chantilly"         | 2010 | Map Style               |
| "Exagerado"         | 2012 | Map Style               |
| "Amor de Chocolate" | 2012 | Rafael Monteiro         |
| "Se Joga"           | 2013 | Naldo Benny             |
| "Deixa Eu Te Pegar" | 2013 | Naldo Benny             |
| "Caipifruta"        | 2013 | Davidson Mainart        |
| "Maluqinha"         | 2014 | Nada Breithner Monteiro |
| "Faz Sentir"        | 2014 | Mess Santos             |
| "Te Pego de Jeito"  | 2015 | Mess Santos             |
| "Minha Victória"    | 2015 | Naldo Benny             |
| "Meu Bem"           | 2015 | Mess Santos             |
| "Latinha"           | 2015 | Mess Santos             |
| "Benny e Brown"     | 2015 | Mess Santos             |
| "Tudo que Eu Quero" | 2015 | Mess Santos             |
| "Vem Novinha"       | 2016 | Leandro Veneziani       |
| "Me Beija"          | 2016 | Mess Santos             |
| "Embaçar o Vidro"   | 2017 | Mess Santos             |

### Como artista convidado
| Título                  | Ano  | Artista principal | Diretor     |
| ----------------------- | ---- | ----------------- | ----------- |
| "Quero Te Provar"       | 2012 | Dennis DJ         | Map Style   |
| "Quero Sua Vida Em Mim" | 2014 | Thalles Roberto   | —           |
| "La Botella" (Remix)    | 2014 | Zion & Lennox     | Naldo Benny |